# Prix Madeleine Zepter
Il Prix Littéraire Européen Madeleine Zepter è un premio letterario francese. Si propone di premiare scrittori europei tradotti in Francese. Istituito nel 2002, è stato assegnato dal 2003. Deve il suo nome a Madeleine Zepter, una mecenate delle arti, la quale lo ha cofondato con lo scrittore e medico serbo Vladan Radoman. Il premio è assegnato a dicembre e consiste in 2.000€.